# Saint-Maurice-près-Pionsat
Saint-Maurice-près-Pionsat – miejscowość i gmina we Francji, w regionie Owernia-Rodan-Alpy, w departamencie Puy-de-Dôme.
Według danych na rok 1990 gminę zamieszkiwały 464 osoby, a gęstość zaludnienia wynosiła 15 osób/km² (wśród 1310 gmin Owernii Saint-Maurice-près-Pionsat plasuje się na 427. miejscu pod względem liczby ludności, natomiast pod względem powierzchni na miejscu 203.).